# Apomys musculus

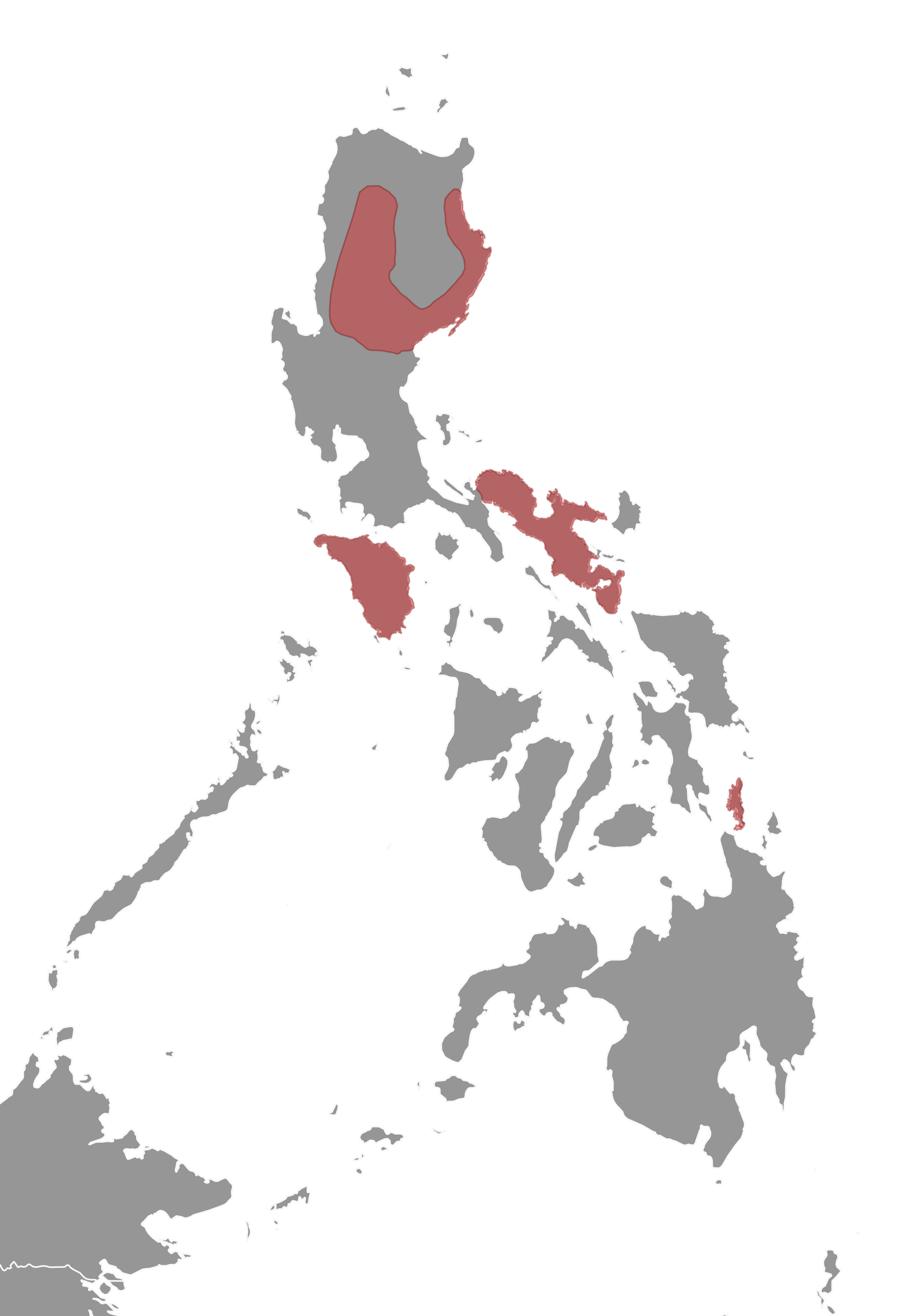
Mimaropa, Região de Bicol, Região Administrativa de Cordillera e Região de Caraga são algumas das localizações de Filipinas possíveis de encontrar o roedor.

Apomys musculus é uma espécie de roedor da família Muridae.
Apenas pode ser encontrada na Filipinas.